# Batouwe (schip, 1987)
De Batouwe is een door Damen in Gorinchem gebouwde blusboot, die gestationeerd is in Nijmegen. De boot wordt voornamelijk ingezet op Waal, maar ook op het Amsterdam-Rijnkanaal, de Rijn en de Lek. De boot was eigendom van het ministerie van Binnenlandse Zaken en Koninkrijksrelaties (BZK) en was in beheer bij de regionale brandweer Gelderland-Zuid. In 2015 uit dienst gesteld en verkocht.
Het schip is 20,20 m lang, 4,60 m breed en heeft een diepgang van 1,50 m. De twee Deutz dieselmotoren hebben een vermogen van 460kW elk en geven het schip een maximumsnelheid van ongeveer 32 km/uur. Het schip was sinds 1987 in gebruik.